# Rasina (Põlva)
Koordinaten: 58° 13′ N, 27° 16′ O

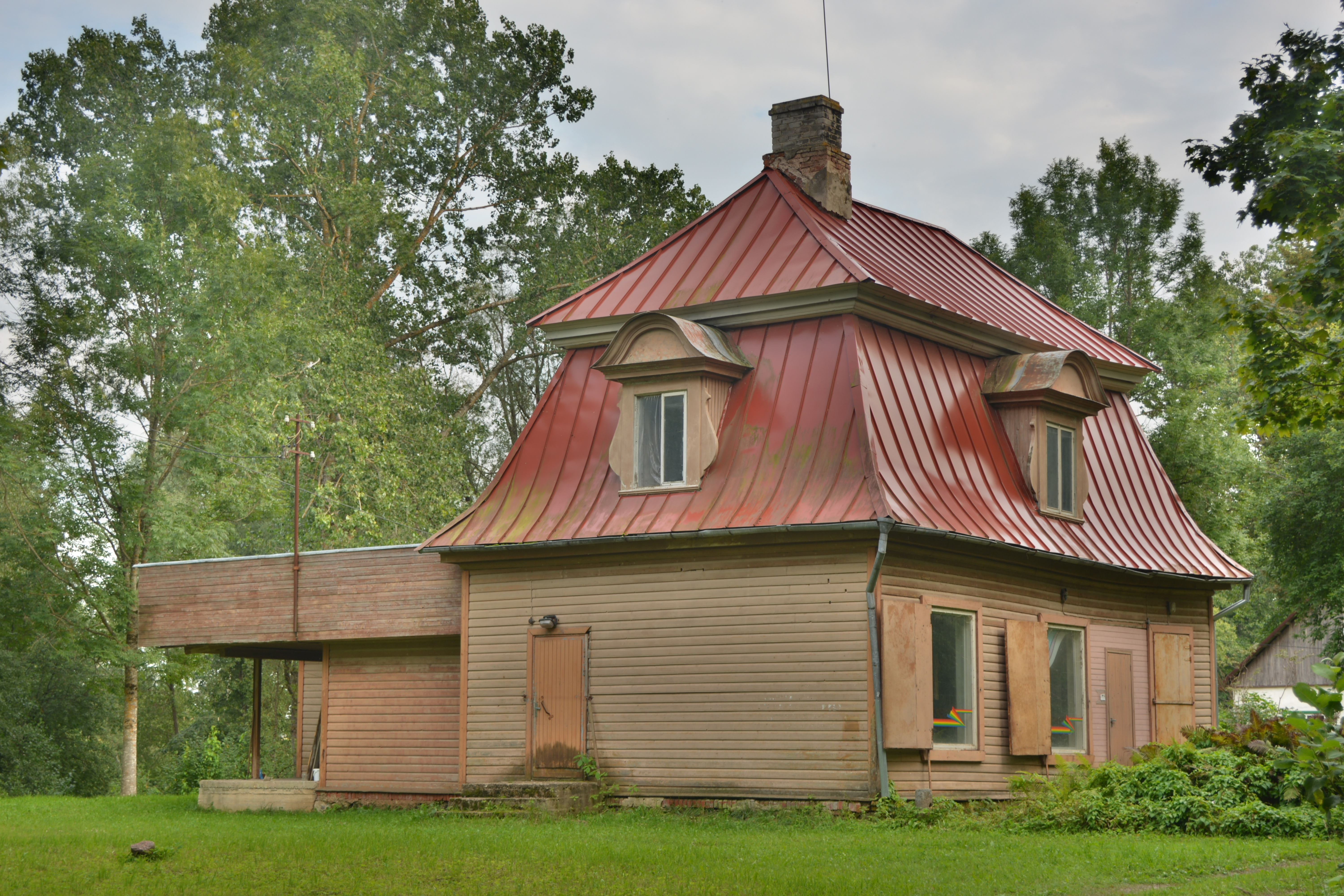
Erhaltener Seitenflügel des historischen Herrenhauses

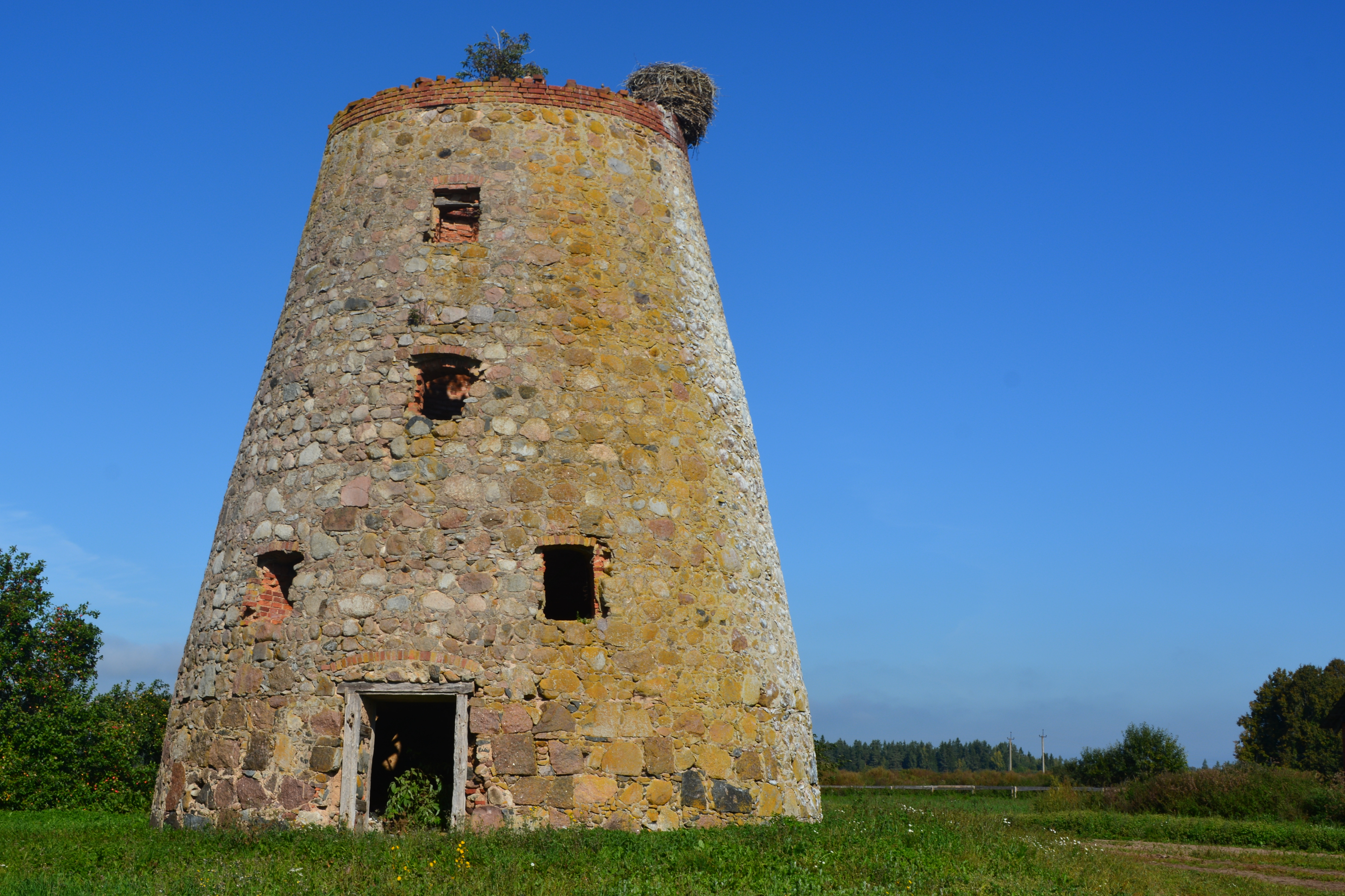
Stumpf der alten Windmühle

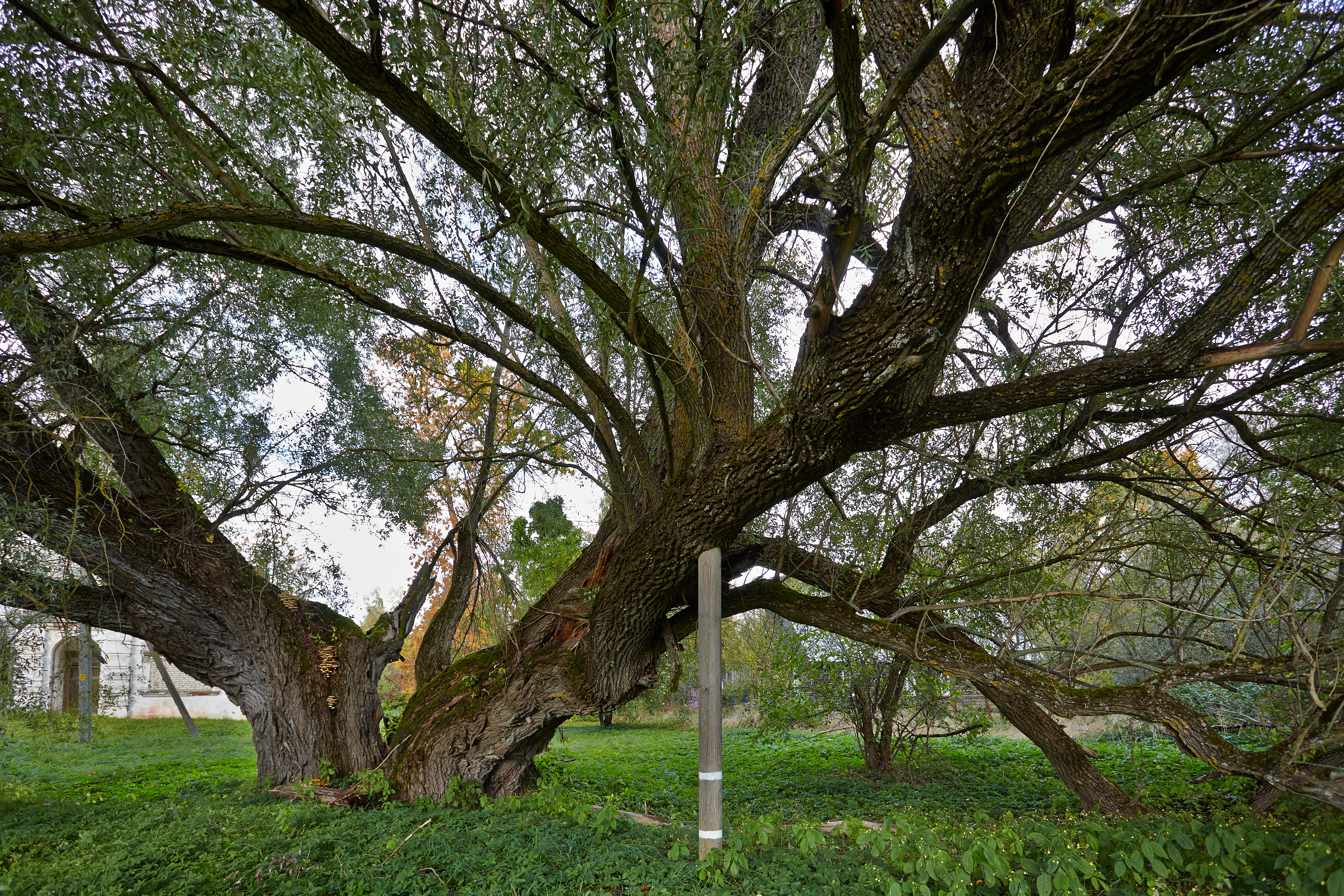
Im Park des ehemaligen Guts

Rasina (deutsch Rasin) ist ein Dorf (estnisch küla) im Südosten Estlands. Es gehört zur Gemeinde Põlva (bis 2017 Mooste) im Kreis Põlva.

## Einwohnerschaft und Lage
Das Dorf hat 128 Einwohner (Stand 1. Januar 2017). Es liegt am Fluss Lutsu (Lutsu jõgi). Östlich des Dorfkerns liegt der ungefähr dreißig Hektar große See Arojärv (auch Rasina Arujärv).

## Geschichte und Gut
Der Ort wurde erstmals 1403 unter dem Namen Rassinal urkundlich erwähnt.
Anfang des 17. Jahrhunderts entstand an der Stelle des verödeten Dorfes ein Hof. 1611 gehörte er der Familie von der Luden. Von 1624 bis 1736 stand er im Eigentum der adligen deutschbaltischen Familie Strömfeld. Dann ging der Besitz auf die Familien von Rosen und anschließend von Stackelberg über. Letzter Privateigentümer vor der Enteignung im Zuge der estnischen Landreform 1919 war Erich von Minding.
Das schmucke Herrenhaus wurde Anfang des 18. Jahrhunderts im Stil des Barock aus Holz errichtet. Heute ist nur noch ein Teil des linken Seitenflügels erhalten, der als Kaufladen genutzt wurde. An den Gutshof schließt sich ein 44,5 Hektar großer Park mit Alleen und alten Bruchweiden an.

## Gotteshäuser
Zu dem Ort gehörte die evangelisch-lutherische St. Martins-Kapelle. Ihr Erbauungsjahr ist unbekannt. Sie wurde im Nordischen Krieg Anfang des 18. Jahrhunderts zerstört.
Anfang der 1930er Jahre wurde das Vorratshaus des Guts zu einer neuen St. Martins-Kirche umgestaltet. Heute ist das Gotteshaus verfallen.

## Schule
1765 wurde die Schule des Ortes gegründet. Das moderne zweigeschossige Schulhaus im Stil des Funktionalismus wurde 1934/35 nach einem Projekt des Architekten Tõnis Mihkelson (1887–1944?) errichtet, nachdem das frühere Gebäude von 1870 zu klein geworden war. Von 1911 bis 1915 war der Dichter und Schriftsteller Rudolf Reiman (1893–1957) dort Lehrer. Die Schule wurde 2005 wegen Schülermangels geschlossen.